# Bitka na Bašinom Brdu
Bitka na Bašinom Brdu je bila bitka u hrvatsko-bošnjačkom sukobu u Bosni. Nakon mjeseci izolacije, razdvojenosti Hrvata Lepeničke i Lašvanske doline koja je trajala od sječnja 1993., višemjesečnih napada Armije BiH, HVO je odlučio poduzeti nešto. Hrvatska nije bila u mogućnosti pomoći okruženim Hrvatima zbog toga što je u međunarodnim diplomatskim krugovima, zahvaljujući diplomaciji BiH, tada pod bošnjačkim nadzorom, vladalo uvjerenje da je HV već ušla BiH s nekoliko brigada. Prema služnenom stavu Hrvatske, HV nije bila na ratištima BiH. 
Dana 12. studenoga 1993. HVO je poduzeo akciju. Njome je počeo veliki preokret na hrvatsko-bošnjačkom ratištu. Unatoč svoj potpori, Armija BiH je gubila zamah, a Hrvati nisu pali. Akcijom na Bašinom brdu u HVO je Armiji BiH nanio težak poraz te su oslobodio hrvatska sela Gojeviće i Bakoviće. Hrvatske snage došle su na sami ulaz u Fojnicu u koju nisu ušli samo zbog međunarodnih pritisaka i nepovoljne političke klime. Prodor hrvatskih snaga iz enklava natjerao je ABiH na povlačenje iz grada premda je imala sigurno zaleđe. ABiH je iskoristila te povoljne međunarodne okolnosti i ponovno bez borbi zauzela Fojnicu.
Frustrirana ABiH jučerašnjim porazom, sutradan 13. studenoga osvetila se na hrvatskim civilima koji nisu baš nikakav otpor pružili. Na pragu samostana u Fojnici pripadnici ABiH ubili su gvardijana i vikara fra Nikicu Miličevića i fra Leona Migića, a u selu Šćitovu spalili su dvije žive starice. Nitko nikad nije odgovarao za te ratne zločine. Sitnu iznimku predstavlja procesuiranje ubojice fojničkih fratara Miralema Čengića, no on je nakon presude pomilovan. Nalogodavci nikad nisu kažnjeni.